# Szaturnusz-köd
A Szaturnusz-köd (más néven NGC 7009 vagy Caldwell 55) egy planetáris köd a Vízöntő csillagképben.

## Felfedezése
A ködöt William Herschel német-angol csillagász fedezte fel 1782. szeptember 7-én.

## Tudományos adatok
A köd központi csillaga egy olyan üreg belsejében található meg, melyet kéken és vörösen izzó gázok sávjai határoznak meg. Az üreget egyenletesebb eloszlású, hordó alakú zöld színű gáztömeg veszi körül, ami a csillag egykori külső anyaga. A gyorsuló csillagszél is nagyon jól megfigyelhető. A régebben levetett lassan áramló gáz összeütközött az új gyorsabban áramló gázzal. Ez a pont az üreg fala (a világosabb és a sötétebb zöld terület határa). Kísértetiesen hasonlít az NGC 6826-hoz.
Nevét Naprendszerünk második legnagyobb bolygójáról, a Szaturnuszról kapta.
A köd 46 km/s sebességgel közeledik felénk.